# Гопкінтон (Айова)
Гопкінтон (англ. Hopkinton) — місто (англ. city) в США, в окрузі Делавер штату Айова. Населення — 622 особи (2020).

## Географія
Гопкінтон розташований за координатами 42°20′35″ пн. ш. 91°14′55″ зх. д. / 42.34306° пн. ш. 91.24861° зх. д. (42.343122, -91.248661).  За даними Бюро перепису населення США в 2010 році місто мало площу 1,61 км², уся площа — суходіл.

## Демографія
Згідно з переписом 2010 року, у місті мешкало 628 осіб у 266 домогосподарствах у складі 185 родин. Густота населення становила 390 осіб/км².  Було 294 помешкання (183/км²).
Расовий склад населення:
| - 99,0 % — білих |

До двох чи більше рас належало 0,6 %. Частка іспаномовних становила 0,8 % від усіх жителів.
За віковим діапазоном населення розподілялося таким чином: 24,0 % — особи молодші 18 років, 56,9 % — особи у віці 18—64 років, 19,1 % — особи у віці 65 років та старші. Медіана віку мешканця становила 43,8 року. На 100 осіб жіночої статі у місті припадало 96,9 чоловіків;  на 100 жінок у віці від 18 років та старших — 97,1 чоловіків також старших 18 років.
Середній дохід на одне домашнє господарство  становив 45 996 доларів США (медіана — 42 250), а середній дохід на одну сім'ю — 56 463 долари (медіана — 53 214). Медіана доходів становила 42 250 доларів для чоловіків та 27 386 доларів для жінок. За межею бідності перебувало 5,3 % осіб, у тому числі 10,2 % дітей у віці до 18 років та 0,0 % осіб у віці 65 років та старших.
Цивільне працевлаштоване населення становило 298 осіб. Основні галузі зайнятості: виробництво — 30,5 %, освіта, охорона здоров'я та соціальна допомога — 20,5 %, роздрібна торгівля — 10,1 %, оптова торгівля — 8,1 %.